# Anker (Familienname)
Anker ist ein Familienname, welcher in Dänemark, den Niederlanden und im deutschsprachigen Raum seine größte relative Häufigkeit aufweist.
Anker ist ebenso der Name einer vormals adeligen norwegischen Familie.

## Varianten
- Ancker
- Ancher

## Namensträger
- Albert Anker (1831–1910), Schweizer Maler
- Alfons Anker (1872–1958), deutscher Architekt
- Bernt Anker (1746–1805), norwegischer Holzhändler, Reeder und Bergwerkseigner
- Borghild Anker (1876–1955), norwegische Oberhofmeisterin
- Carsten Anker (1747–1824), norwegischer Kaufmann und Politiker
- Christian August Anker (1840–1912), norwegischer Ingenieur und Unternehmer
- Conrad Anker (* 1962), US-amerikanischer Extrembergsteiger
- Daniel Anker (Journalist) (* 1954), Schweizer Journalist und Autor
- Daniel Anker (Produzent) (1964–2014), US-amerikanischer Filmproduzent und Filmregisseur
- Ella Anker (1870–1958), norwegische Journalistin und Schriftstellerin
- Elwin von Anker (1835–1915), deutscher Generalmajor
- Erik Anker (1903–1994), norwegischer Segler
- Hanns Anker (1873–1950), deutscher Maler, Bildhauer und Grafiker
- Herbert Anker (1908–1987), deutscher Architekt
- Herman Anker (1839–1896), norwegischer Pädagoge
- Ingrid Anker (* 1946), deutsche Sozialwissenschaftlerin und Politikerin
- Johan Anker (1871–1940), norwegischer Yachtkonstrukteur, Werftbesitzer und Segelsportler
- Katti Anker Møller (1868–1945), norwegische Frauenrechtlerin
- Lida van der Anker-Doedens (1922–2014), niederländische Kanutin
- Lotte Anker (* 1958), dänische Saxophonistin und Komponistin
- Ludwig Anker (1822–1887), österreich-ungarischer Entomologe und Naturalienhändler
- Matthias Joseph Anker (1772–1843), österreichischer Geologe
- Nini Roll Anker (1873–1942), norwegische Schriftstellerin
- Øyvind Anker (1904–1989), norwegischer Bibliothekar und Literaturforscher
- Peder Anker (1749–1824), norwegischer Staatsmann und Gutseigner
- Pernille Anker (1947–1999), norwegische Schauspielerin und Sängerin
- Peter Anker (Offizier) (1744–1832), norwegischer Diplomat und Gouverneur
- Peter Anker (Kunsthistoriker) (auch Peter Martin Anker) (1927–2012), norwegischer Kunsthistoriker und Museumsdirektor
- Peter Bernhard Anker (1825–1856), norwegischer Maler
- Peter Martin Anker (Diplomat) (1903–1977), norwegischer Diplomat
- Poul Anker (1629–1697), dänischer Geistlicher und Freiheitskämpfer, siehe Poul Ancher
- Suzanne Anker (* 1946), US-amerikanische Künstlerin und Kunsttheoretikerin
- Synnøve Anker Aurdal (1908–2000), norwegische Textilkünstlerin
- Willy Anker (1885–1960), deutscher Politiker und Widerstandskämpfer